# 広瀬直幹

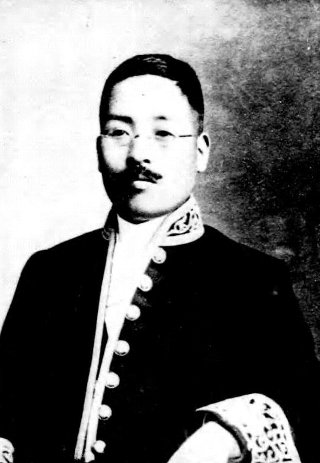
広瀬直幹

広瀬 直幹（ひろせ ちょくかん、1875年（明治8年）1月 - 1936年（昭和11年）5月2日）は、日本の内務官僚。官選宮崎県知事。旧姓・豊田。

## 経歴
香川県出身。豊田官吾の二男として生まれ、広瀬トセの養子となる。第三高等学校を卒業。1904年、京都帝国大学法科大学を卒業。1905年11月、文官高等試験行政科試験に合格。内務省に入省し栃木県属となる。
以後、栃木県警視、北海道庁事務官・第二部長、群馬県事務官、和歌山県事務官・警察部長、内務書記官、長野県内務部長、徳島県内務部長、長崎県内務部長などを歴任。
1919年8月、宮崎県知事に就任。新設の県立中学校について、前堀内秀太郎知事が飫肥町（現日南市）に設置の内定を出していたが、広瀬に引き継がれなかったのか下穂北村（現西都市）に設置を約束した（妻中学校）。そのため県会が紛糾し、広瀬知事に対してドビンが投げつけられる事件が起こった。1921年6月、関東庁内務局長へ転任。1927年に退官。その後、東京市社会局長を務めた。